# Mottekasteel Hoge Wal

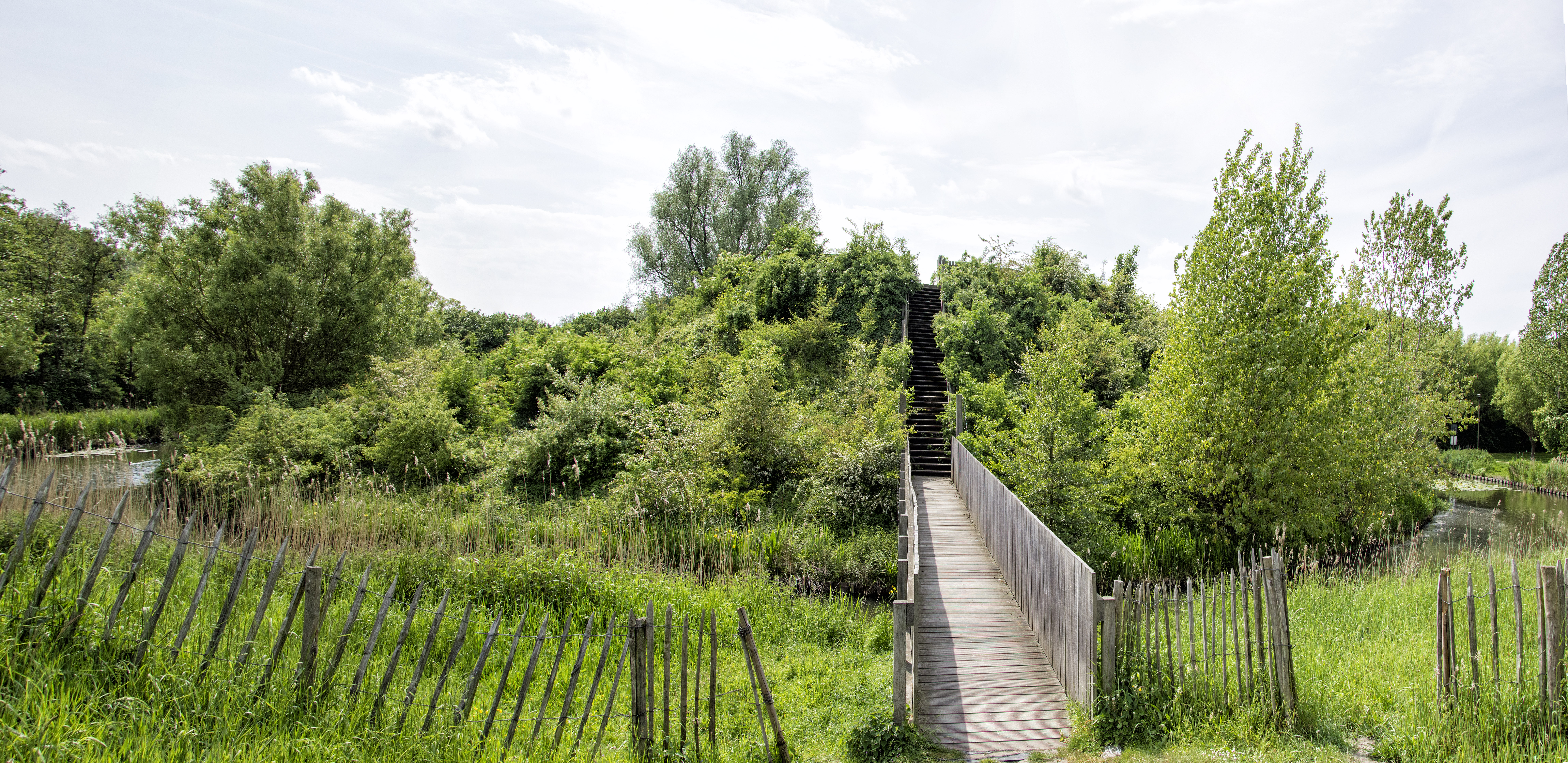
Het mottekasteel Hoge Wal met het neerhof op de voorgrond

Het Mottekasteel Hoge Wal in de Belgische deelgemeente Ertvelde is een van de best bewaarde mottekastelen van Vlaanderen en was de karakteristieke woonst van de toenmalige middelhoge adel van Vlaanderen. In de jaren 1970 werden enkele kleinschalige opgravingen gedaan waarvan de vondsten kunnen bezichtigd worden in het vroegere Ertveldse gemeentehuis. In 2008 startten de werken om de site op geschiedkundig vlak te herstellen en in 2009 was het een van de vijf laureaten voor de Vlaamse Monumentenprijs.

## Opbouw van Hoge Wal
Een mottekasteel is een hoogmiddeleeuws kasteeltype dat meestal in hout werd opgetrokken. Het hoofdkenmerk was dat het stond op een motte, een aangelegde aarden heuvel. Het mottekasteel zelf bestond veelal uit een torenvormig gebouw. Op het tapijt van Bayeux staat het mottekasteel van Dol-de-Bretagne afgebeeld. Heden ten dage resteert vaak slechts de heuvel. 
Hoge Wal kwam er op het einde van de 12e eeuw. Zeger II van Viggezele, een van de burggraven van Gent (van 1187 tot 1199) en bewoner van het Gravensteen aldaar, wordt gezien als de bouwer van de Hoge Wal. Het bestond uit een hoofdburcht of opperhof en een voorburcht of neerhof, de meest voorkomende verschijningsvorm van een mottekasteel. Beide waren gebouwd op kunstmatige heuvels waarbij het opperhof omgeven werd door een gracht die de aarde leverde voor de heuvels. Het neerhof was de plaats waar meestal een kapel werd opgetrokken, een boerderij en andere gebouwen om in het dagelijks leven te voorzien. De heuvels, grachten, gebouwen en palissades maakten het geheel indrukwekkend voor die tijd.

## Galerij

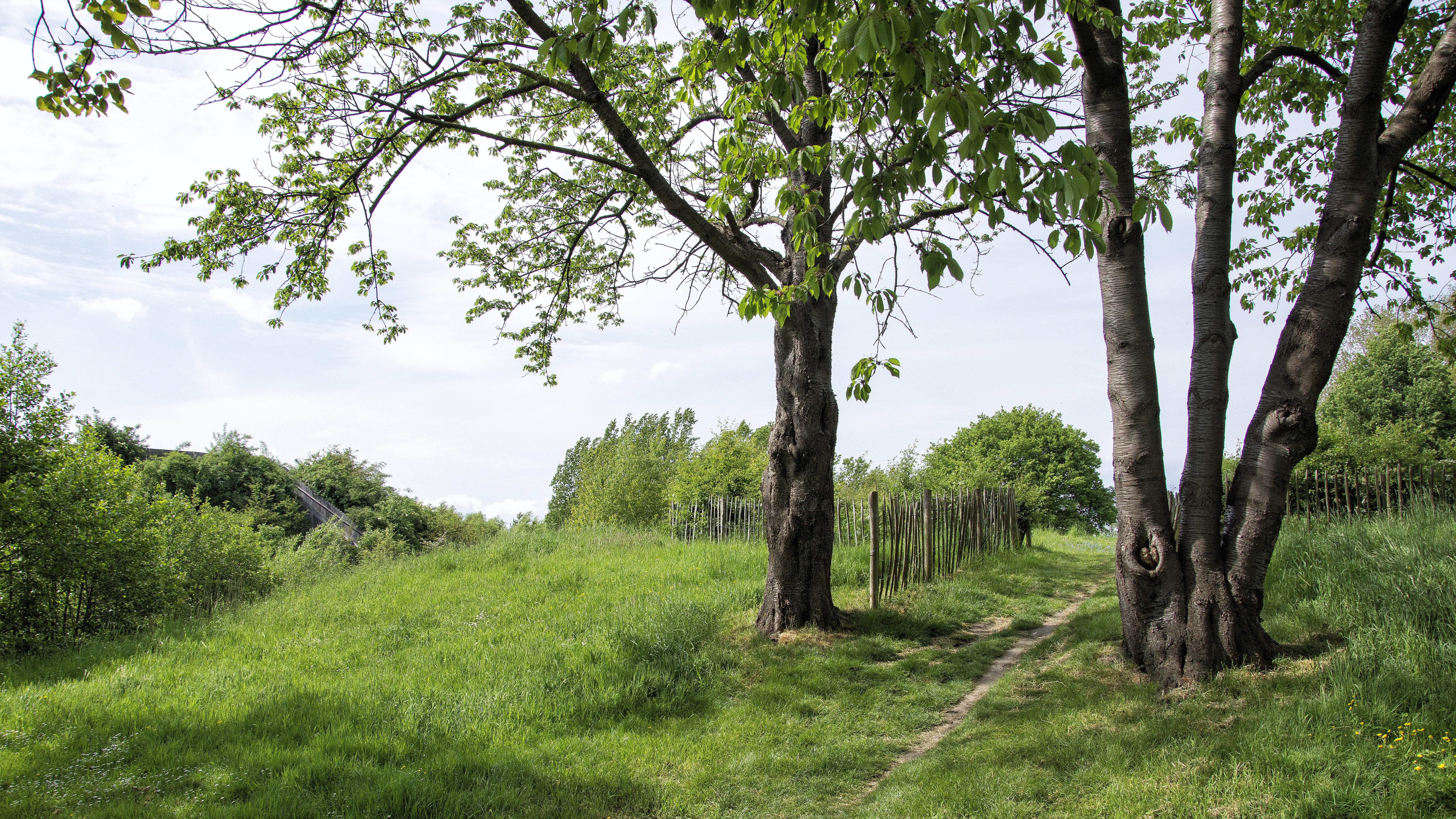
Het neerhof en links het opperhof van de Hoge Wal